# Duncan Mountains
Die Duncan Mountains sind eine Gruppe schroffer Hügel an der Amundsen-Küste der antarktischen Ross Dependency. Sie erstrecken sich entlang der Südkante des Ross-Schelfeises über eine Länge von 29 km von der Mündung des Liv-Gletschers bis zur Mündung des Strøm-Gletschers.
Teilnehmer der US-amerikanischen Byrd Antarctic Expedition (1928–1930) entdeckten diese Formation im November 1929. Expeditionsleiter Richard Evelyn Byrd benannte sie nach James Duncan, Manager beim im neuseeländischen Dunedin ansässigen Transportunternehmen Tapley Ltd., das für Byrds Forschungsreise tätig war.